# Pseudoeurycea obesa
Espèce
Statut de conservation UICN

 CR  : 
En danger critique
Pseudoeurycea obesa est une espèce d'urodèles de la famille des Plethodontidae.

## Répartition
Cette espèce est endémique de l'État d'Oaxaca au Mexique. Elle se rencontre vers 2 150 m d'altitude à San Jerónimo Tecoatl.

## Description
L'unique spécimen connu, un mâle, mesurait 58,2 mm.

## Publication originale
- Parra-Olea, García-París, Hanken & Wake, 2005 : Two new species of Pseudoeurycea (Caudata: Plethodontidae) from the mountains of northern Oaxaca, Mexico. Copeia, vol. 2005, no 3, p. 461-469 (texte intégral).